# کرون استوارت
کرون استوارت (انگلیسی: Kerron Stewart؛ زادهٔ ۱۶ آوریل ۱۹۸۴) دونده، و ورزشکار دو و میدانی اهل جامائیکا است.